# Lee Sharpe
Lee Stuart Sharpe (* 27. Mai 1971 in Halesowen, West Midlands) ist ein ehemaliger englischer Fußballspieler. Er spielte insgesamt 8 Mal für England.

## Fußball-Karriere
Sharpe begann seine Karriere bei Torquay United. Nach nur einer Saison wurde der 16-jährige 1988 von Manchester United entdeckt und verpflichtet. Er eroberte sich schnell einen Stammplatz auf der linken Außenbahn und war eine der bedeutendsten Stützen beim Gewinn des Europapokals 1991. Im selben Jahr wurde er zum ersten Mal in die Nationalmannschaft berufen, schaffte es jedoch nicht, John Barnes zu verdrängen und sollte für längere Zeit nicht mehr berufen werden.
Nach einer Verletzungspause – er war an Meningitis erkrankt – war er auch bei Manchester United auf seiner Position vom aufstrebenden Ryan Giggs verdrängt worden und musste auf andere Positionen ausweichen. Dennoch brachte er es in 8 Jahren auf 265 Einsätzen und schoss dabei 36 Tore.
1996 verpflichtete ihn Leeds United trotz seiner Verletzungsanfälligkeit und war sogar bereit 4,5 Millionen Pfund für ihn zu bezahlen, was einen Vereinsrekord bedeutet. Nachdem er 1996/97 noch auf 26 Einsätze für Leeds gekommen war, zwang ihn eine Knieverletzung in der folgenden Saison komplett auszusetzen. Im Sommer 1998 wurde er daraufhin an Sampdoria Genua verliehen, wo er sich jedoch nicht durchsetzen konnte und deshalb bereits in der Winterpause zurückkehrte.
Im Frühjahr 1999 wurde er an Bradford City abgegeben. Dort war er der Schlüsselspieler zur Rückkehr in die erste Liga nach 77-jähriger Abwesenheit des Vereins. Nachdem er in der folgenden Saison noch eine Stütze beim Klassenerhalt gewesen war, verlor er in der Saison 2000/01 seinen Stammplatz und wurde Weihnachten an den unterklassigen FC Portsmouth abgegeben. Im Sommer kehrte er zurück, sein bis 2002 laufender Vertrag wurde jedoch nicht verlängert.
Kurzzeitig spielte er bei Exeter City, ehe er beim isländischen Verein UMF Grindavík in Grindavík anheuerte. Im Juni 2003 gab er dann seinen Rücktritt vom Profifußball bekannt und spielte kurzzeitig in der Kidderminster Sunday League, bevor er sich Garforth Town anschloss.

## Nach dem Fußball
Sharpe trat in verschiedenen Prominenten- und Reality-TV-Sendungen auf, zum Beispiel 2005 als Sharpe Shooter im Prominenten-Catchen auf ITV. Außerdem arbeitet er als Experte für die BBC, unter anderem bei der Sendung Match of the day. Im Sommer 2006 betrieb er anlässlich der Weltmeisterschaft in Deutschland einen eigenen Blog bei yahoo.com. 2007 nahm er an der zweiten Staffel von Dancing on Ice teil. Am 25. August 2005 veröffentlichte Sharpe seine Autobiographie in Großbritannien unter dem Titel My Idea of Fun.